# ページ記述言語
ページ記述言語（ページきじゅつげんご、英: page description language、略称PDL）は、プリンターに対して描画を指示するためのプログラミング言語である。
ページ記述言語は、実際のビットマップ画像 (または一般的にはラスタグラフィックス) よりも高いレベルで印刷ページの外観を記述する。これにより、コンピュータで実行されるソフトウェアは、出力するプリンターの詳細 (速度、解像度、印字領域など) を意識することなく、出力したい文字、図形、グラフィックスをコマンドで指定して、プリンターがそのコマンドを解釈して印刷ページを出力する。
ページ記述言語と重複する用語としてプリンター制御言語があり、これにはヒューレット・パッカードのPrinter Command Language (PCL) が含まれる。アドビのPostScriptは、有力なページ記述言語の一つである。PDLをマークアップ言語化したものがページ記述マークアップ言語である。
ページ記述言語の表現形式には、テキスト (人間が読める形式) またはバイナリデータストリームがあり、通常は印刷されるテキストやグラフィックが混在される。ただし、ページ記述言語は、グラフィック出力を生成するためにソフトウェアが呼び出すことができるGDIやOpenGLなどのグラフィックスアプリケーション・プログラミング・インターフェース (API)とは異なる。

## ページ記述言語の例
| 言語       | 概要                                                                         |
| ---------- | ---------------------------------------------------------------------------- |
| Interpress | ゼロックスが開発したもの。J-Starなどのワークステーション用プリンターで使用。 |
| PostScript | アドビの開発したページ記述言語。                                             |
| PCL        | ヒューレット・パッカードが開発したもの。                                     |
| Pages      | IBMが開発したもの。                                                          |
| LIPS       | キヤノンが開発したもの。                                                     |
| ART        | 富士フイルムビジネスイノベーションが開発したもの。                           |
| RPDL       | リコーが開発したもの。                                                       |
| ESC/Page   | セイコーエプソンが開発したもの。                                             |
| 201PL      | NECが開発したもの。                                                          |
| PRESCRIBE  | 京セラ（現京セラドキュメントソリューションズ）が開発したもの。               |
| HIPER-C    | 沖データが開発したもの。                                                     |

## 参照項目
- ベクターグラフィックスマークアップ言語の一覧（英語版）
- マークアップ言語
- Printer Job Language